# (330) Adalberta
(330) Adalberta es un asteroide perteneciente al cinturón de asteroides descubierto el 2 de febrero de 1910 por Maximilian Franz Wolf desde el observatorio de Heidelberg-Königstuhl, Alemania.
Está nombrado en honor de Adalbert Merx, suegro del descubridor, o del astrónomo alemán Adalbert Krüger (1832-1896).

## Circunstancias del descubrimiento
Adalberta fue descubierto por Wolf el 18 de marzo de 1892. La única constancia de su existencia eran las dos imágenes del descubrimiento. Un examen de las placas hecho en 1982 mostró que en realidad las observaciones correspondían a estrellas. El nombre fue entonces reasignado a otro asteroide descubierto por el mismo Wolf en 1910.